# Saint-Pancrace (Dordogne)
Saint-Pancrace is een gemeente in het Franse departement Dordogne (regio Nouvelle-Aquitaine) en telt 150 inwoners (2005). De plaats maakt deel uit van het arrondissement Nontron.

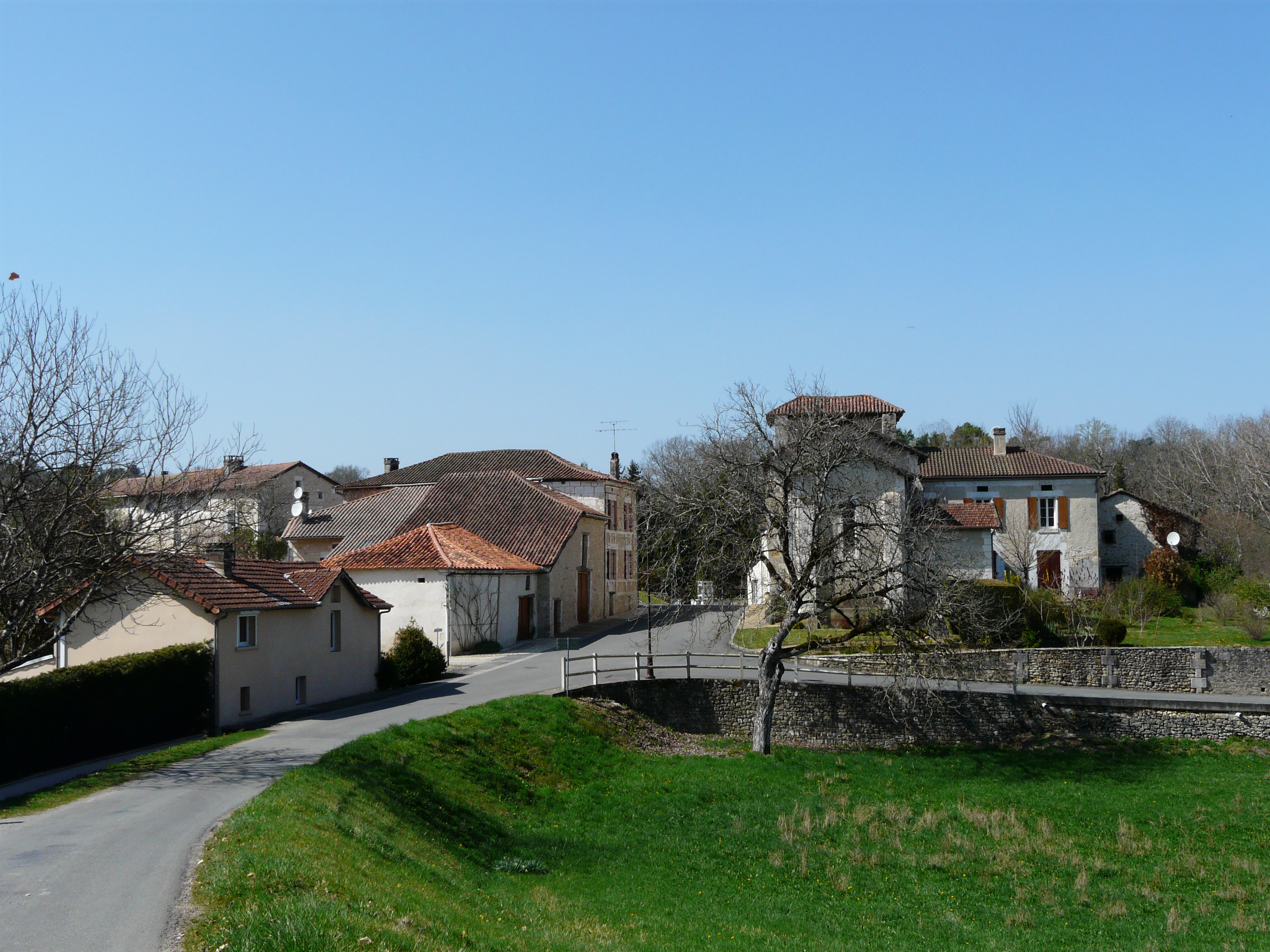
Saint-Pancrace
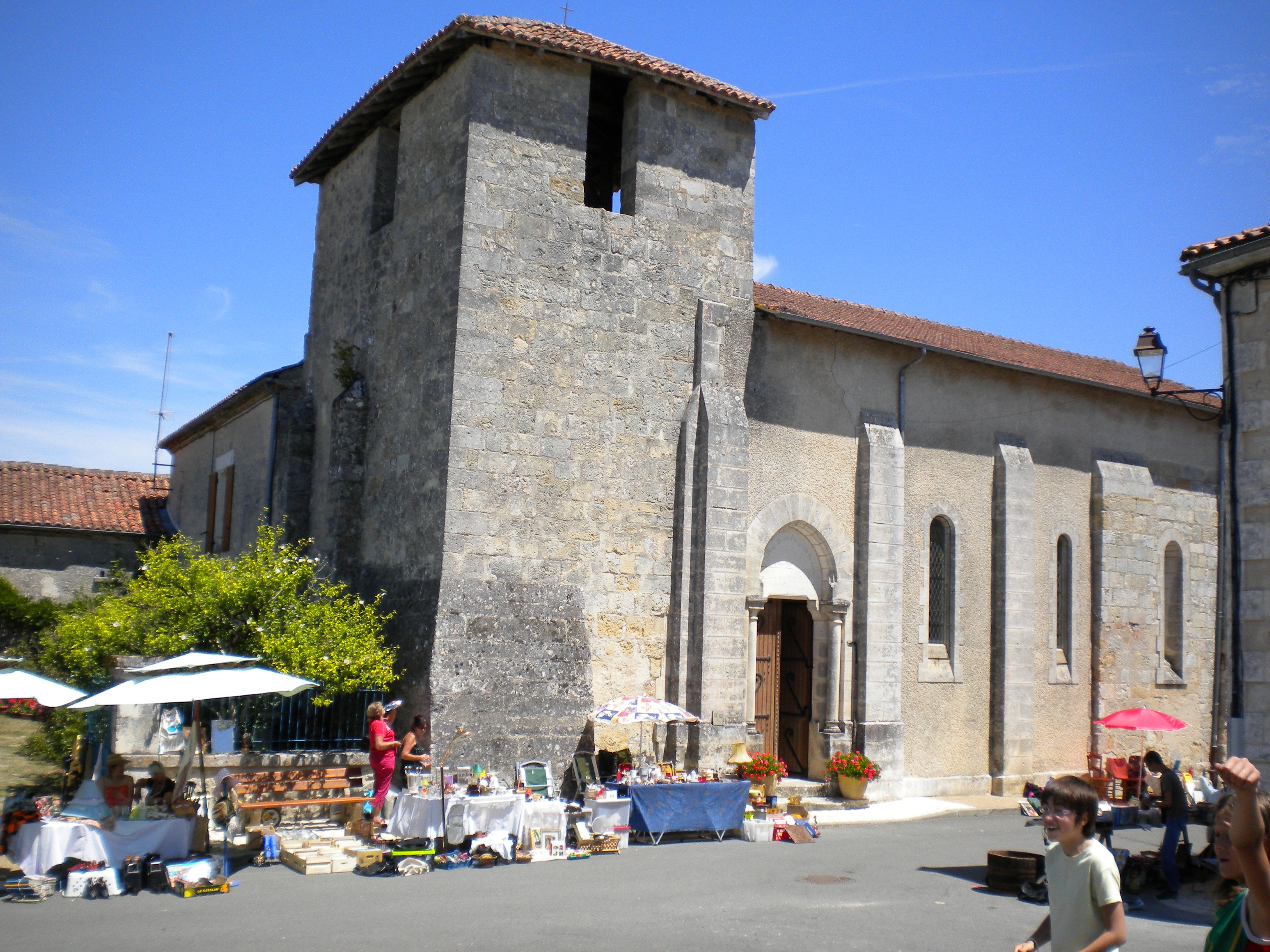
Kerk van Saint-Pancrace
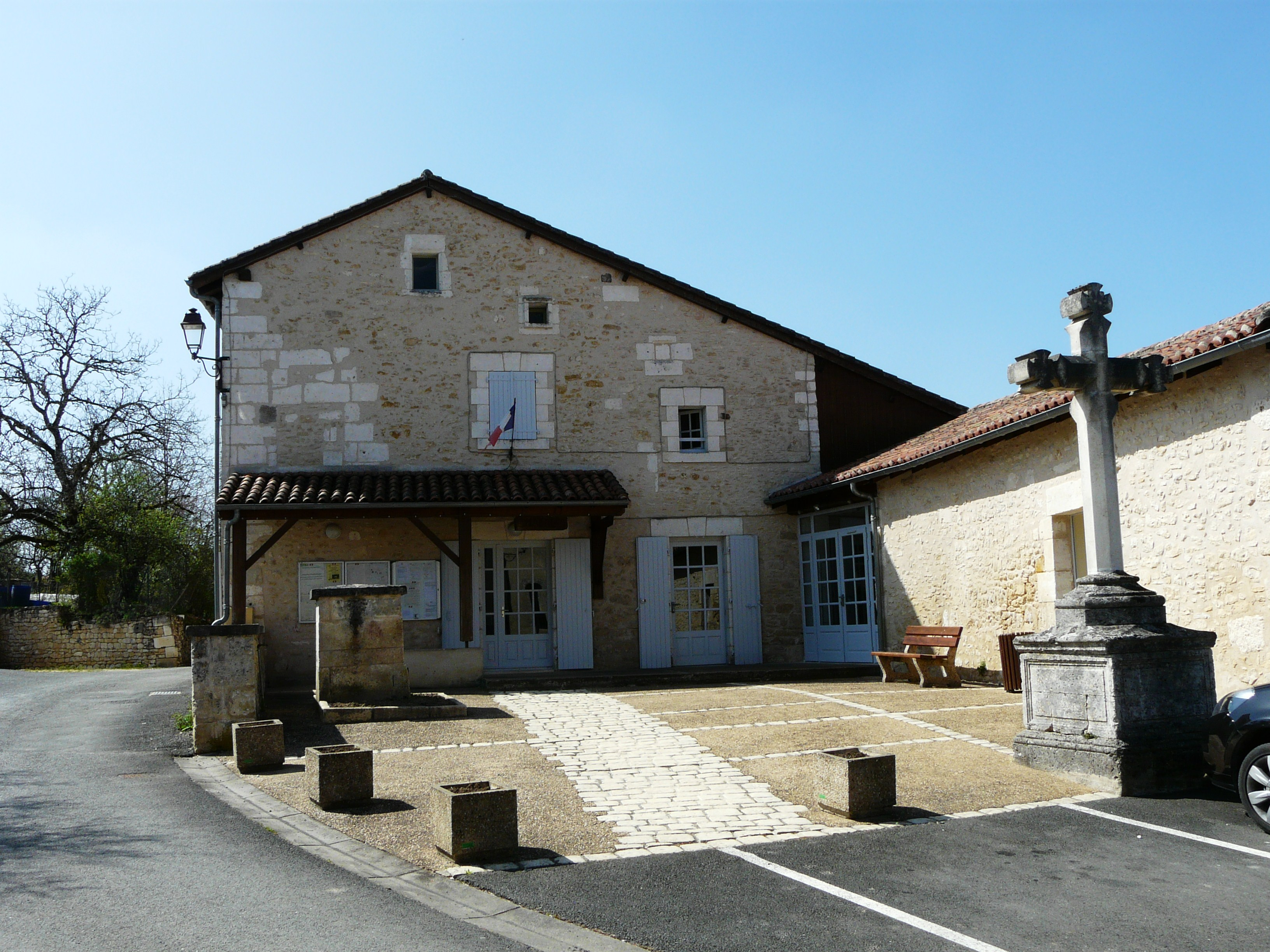
Gemeentehuis

## Geografie
De oppervlakte van Saint-Pancrace bedraagt 6,8 km², de bevolkingsdichtheid is 22,1 inwoners per km².
De onderstaande kaart toont de ligging van Saint-Pancrace (Dordogne) met de belangrijkste infrastructuur en aangrenzende gemeenten.

## Demografie
Onderstaande figuur toont het verloop van het inwonertal (bron: INSEE-tellingen).